# Аль-Бустами, Мутаз
Мутаз Маджид аль-Бустами (араб. معتز ماجد البسطامي‎; род. 16 мая 1996, Иордания) — катарский футболист, полузащитник клуба «Катар СК».

## Клубная карьера
Воспитанник академии футбольного клуба «Катар СК». Дебютировал за основной состав клуба 13 ноября 2013 года в матче кубка Старс-лиги с «Аль-Духаилем». Аль-Бустами вышел в стартовом составе и на 60-й минуте уступил место на поле Халиду аль-Ансари. Через десять дней сыграл первую игру в чемпионате Катара, выйдя на поле в конце встречи с «Эр-Райяном», завершившейся нулевой ничьей. По итогам сезона 2015/16 «Катар СК» занял предпоследнее место в турнирной таблице и отправился во второй дивизион. Аль-Рубаи не покинул команду и вместе с ней уже в следующем сезоне вернулся в Старс-лигу, заняв второе место. В стыковом матче с «Аль-Шаханией», состоявшемся 19 апреля 2017 года, «Катар СК» забил на 67-й минуте единственный гол. Аль-Бустами провёл на поле весь матч и на 87-й минуте заработал жёлтую карточку.
Летом 2018 года на правах аренды перешёл в «Аль-Харитият». Дебютировал в его составе в Старс-лиге 12 августа 2018 года в гостевой игре с «Аль-Шаханией». По итогам сезона «Аль-Харитият» занял последнее место в турнирной таблице. На счету аль-Бустами 12 игр, в которых он получил 3 жёлтых карточки. По окончании аренды вернулся в «Катар СК».

## Личная жизнь
Младший брат Мутасим аль-Бустами также футболист, выступает на позиции вратаря.

## Достижения
«Катар СК»
- Обладатель Кубка звёзд: 2013/14
- Серебряный призёр второго дивизиона: 2016/17